# 配偶者居住権
配偶者居住権（はいぐうしゃきょじゅうけん）とは、被相続人の配偶者が相続開始時に被相続人が所有する、もしくは被相続人と配偶者が共有する建物に居住していた場合、一定の要件を充たすと終身または一定期間その建物を無償で使用および収益することができる権利であり、民法及び家事事件手続法の一部を改正する法律（平成30年法律第72号）の成立による相続法改正の中で創設された権利の一つである。
なお、同時に創設された配偶者短期居住権（はいぐうしゃたんききょじゅうけん）についても本項にて記述する。
- 以下では、民法については条数のみ記載する。

## 経緯
1980年（昭和55年）の民法改正以降、高齢化社会が進展して相続開始時点での相続人（特に配偶者）の年齢が従前より相対的に高齢化していることに伴い、配偶者の生活保障の必要性が相対的に高まり、子の生活保障の必要性は相対的に低下しているとの指摘がされていた。また、2013年（平成25年）9月に最高裁判所において非嫡出子の相続分を嫡出子の2分の1と定めていた900条4号ただし書前半部分が違憲であると決定されたことを受けて、法務省が前記規定を削除する法律案を作成、国会に提出する過程で、各方面からこの改正が及ぼす社会的影響に対する懸念や配偶者保護の観点からの相続法制の見直しの必要性など、様々な問題提起がされた。
これらの指摘を受けて、法務省は2014年（平成26年）に発足させた相続法制検討ワーキングチームや、2015年（平成27年）に設置した法制審議会民法（相続関係）部会において民法の改正に関して審議を行った。その結果、2018年（平成30年）7月6日に「民法及び家事事件手続法の一部を改正する法律」が成立し、同年7月13日に公布され、この中で配偶者居住権は2020年（令和2年）4月1日の施行となった。

## 内容

### 配偶者居住権(1028条～1036条)
配偶者居住権の対象となる建物は、被相続人の配偶者が相続開始時に被相続人が所有する、もしくは被相続人と配偶者が共有する建物。被相続人が配偶者以外と共有していた場合は対象とならない。配偶者は被相続人の遺言や遺産分割協議等によって取得することができ、協議が調わないときは家庭裁判所に遺産分割の審判の申立てをすることも可能である。
期間は終身だが、遺言や遺産分割協議、家庭裁判所の審判で別途定めることもできる。
配偶者が遺産分割により配偶者居住権を取得する場合には、配偶者は、配偶者居住権の財産的価値を評価する必要があるが、法では評価方式は定められていない。
配偶者居住権者は、対象となった建物を、善良な管理者の注意をもって使用および収益することが可能である。ただし、第三者への譲渡や所有者に無断で建物を賃貸することはできない。また、建物の通常の使用費を支払う必要があるため、例えば建物の固定資産税の納付にかかった費用を所有者から請求される可能性もある。
所有者は、配偶者居住権者に対し配偶者居住権を登記させる義務を負う。

#### 配偶者居住権の例
被相続人の財産が居宅と預貯金のみであり、価値がそれぞれ2,000万円と3,000万円とする。
相続人が配偶者と子1名の計2名とした時、法定相続分に則り相続を行うと、配偶者・子ともに2,500万円ずつの相続となる。仮に配偶者が今後居住するために居宅を相続することになった場合、配偶者の相続は居宅と預貯金500万円（子は預貯金2,500万円）となるが、これだと配偶者の生活費に充てることのできる預貯金が少なくなってしまうという問題があった。
民法改正後においては、配偶者居住権が創設されたことにより、例えば1,000万円の配偶者居住権を居宅に設定し、配偶者は配偶者居住権1,000万円と預貯金1,500万円、子は負担付所有権1,000万円と預貯金1,500万円を相続することにより、配偶者は居宅に継続して居住できる権利とともに、今後生活するにあたり必要な預貯金も相続できることとなった。

### 配偶者短期居住権(1037条～1041条)
配偶者短期居住権は、配偶者が相続開始時に被相続人が所有する建物に無償で居住していた場合に、遺産の分割がされるまでの一定期間その建物に無償で使用することができる権利である。
被相続人の意思などに関係なく相続開始時から発生し、遺産分割により建物の相続人が確定した日か、相続開始時から6か月を経過する日のどちらか遅い日まで配偶者はその建物を使用できる。建物が遺言により第三者に遺贈された場合や配偶者が相続放棄をした場合には、その建物の所有者が権利の消滅の申入れをした日から6か月を経過する日までその建物を使用できる。